# 臺中婦女親睦會
臺中婦女親睦會，也稱臺中婦人會，是1930年臺灣日治時期在臺中成立的婦女運動組織。由臺灣首位女醫師蔡阿信、大東信託董事長夫人謝吻擔任發起者，其他參與者還有當地具名望、聲望的夫人、小姐以及「先生娘」等知識婦女，如霧峰林家林獻堂夫人楊水心、林吳帖等人。
該會宗旨以「聯絡感情交換智識，力求婦女生活之進步」為目標，會員資格以居住在臺中市的名望婦女為主。固定每月召開一次例會，每年兩次總會，會員需每月繳納會費，並且定期參與開會。每期自所有會員中選出15名理事組成理事會，從中選出理事長。理事會有權決定參與人員的加入或退出；若會員發生毀謗會譽或違背宗旨的情況時，總會有權將其除名。
此婦女組織的發展直到1949年國民政府宣布戒嚴後，人民的集會結社自由遭到禁止，長期累積的婦女運動便停止。
臺中婦女親睦會的創立，吸引當時臺灣中部的新女性加入，且組織成員無法含括一般婦女大眾，但透過臺中婦女親睦會的成立，讓長久以來於家中無法發聲的婦女，打破父權體制的框架，並激勵日治時期的婦女們，發揮自我智識，聚集婦女力量，成立一個互相交流的空間，步上性別平權的路，為日後的婦女運動貢獻一份心力，是臺灣婦女運動歷史上一個很大的進步。